# Centre de Llançament de Sohae
El Centre de Llançament de Sohae (també conegut com a Centre de Llançament de Tongch'ang-dong i Pongdong-ri) és un port espacial de Cholsan, Província de Pyongan del Nord, Corea del Nord. La base es troba entre els pujols propers a la frontera nord amb la Xina. El port espacial va ser construït en el lloc del llogaret de Pongdong-ri, que va ser desplaçat durant la construcció. Va ser el lloc per al llançament del satèl·lit en 13 abril 2012 del Kwangmyŏngsŏng-3, que va ser posat en marxa per celebrar el 100è aniversari del naixement de Kim Il-Sung. El llançament del coet va fallar, però el 12 de desembre del mateix any, el Kwangmyŏngsŏng-3 Unit 2 va ser llançat i posat en òrbita terrestre amb èxit.
Els llançaments van ser controvertits, ja que van ser declarats pels EUA com a proves de tecnologia de míssils balístics i, per tant, l'incompliment d'un acord entre Corea del Nord i EUA al febrer de 2012.